# Laarbeek
Laarbeek (anhörenⓘ) ist eine Gemeinde in der niederländischen Provinz Noord-Brabant. Die Gemeinde ist am 1. Januar 1997 durch Fusion der bisherigen Gemeinden Aarle-Rixtel, Beek en Donk und Lieshout entstanden. Der Kanal Zuid-Willemsvaart durchquert die Gemeinde. Der Wilhelminakanal beginnt in der Gemeinde zwischen Aarle-Rixtel und Beek en Donk. Er verläuft oberhalb von Eindhoven und Tilburg bis nach Oosterhout.

## Ortsteile

### Dörfer
In Klammern die Einwohnerzahlen vom 1. Januar 2024:
- Aarle-Rixtel (5.900)
- Beek en Donk (10.920)
- Lieshout (4.345)
- Mariahout (2.055)

### Weitere Siedlungsschwerpunkte
Achterbosch, Beemdkant, Broek, Croy, De Hei, Deense Hoek, Ginderdoor, Groenewoud, Heikant, Het Hool, Het Laar, ’t Hof, Kruisschot, Scheepstal, Strijp und Wolfsputten

## Bilder

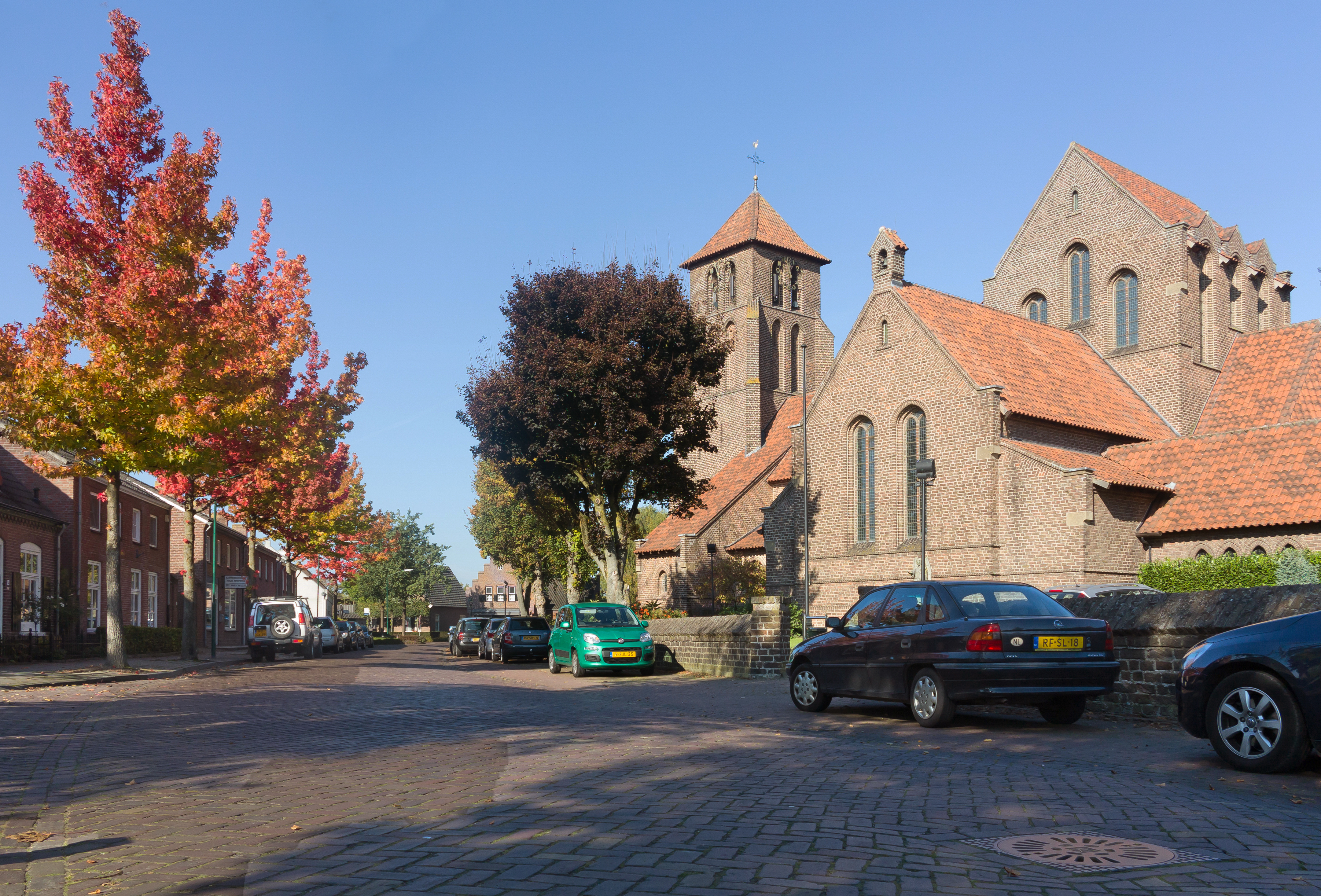
Beek en Donk, Kirche (de Sint Michaëlkerk) in der Straße
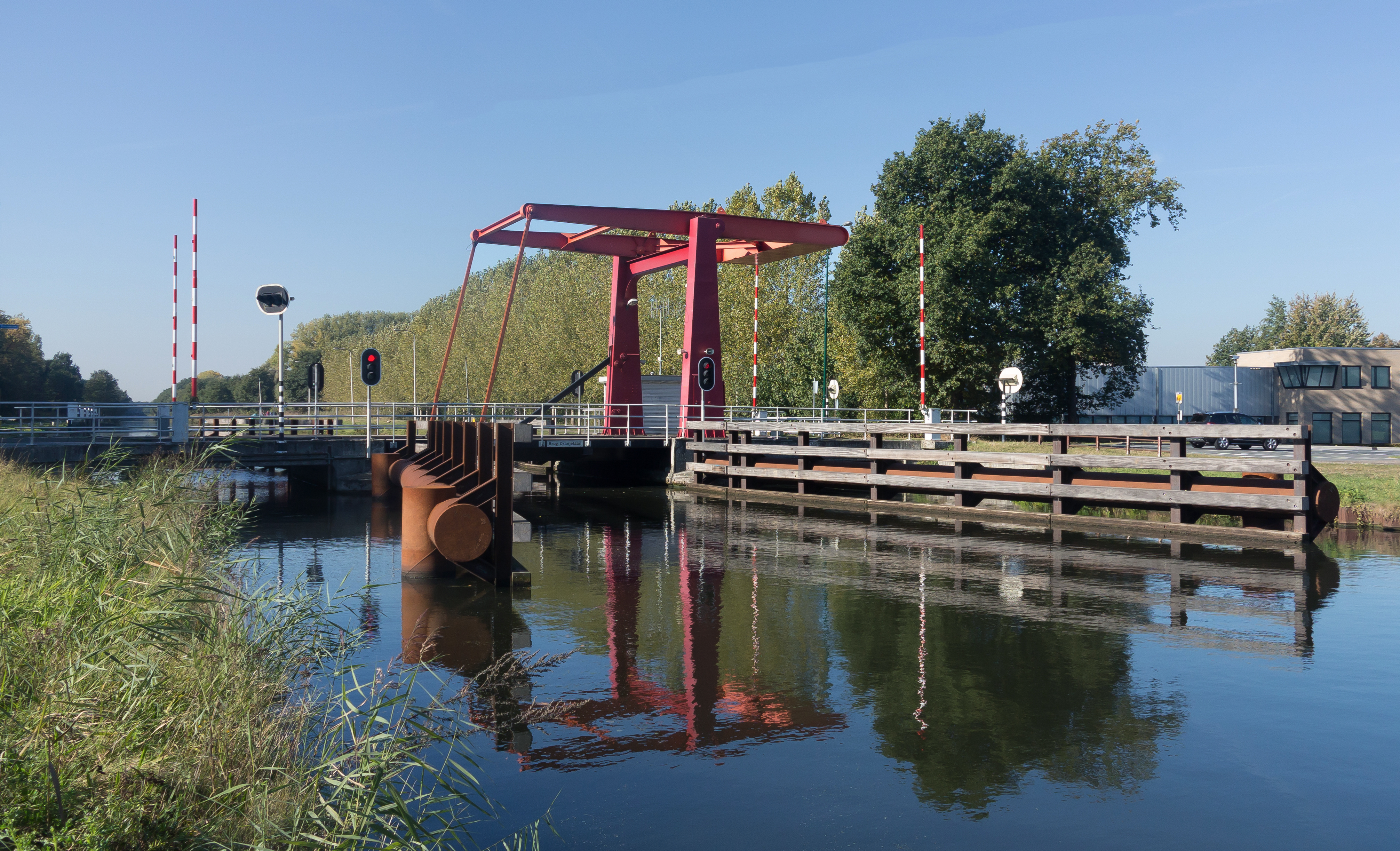
Beek en Donk, Zugbrücke am Oranjelaan
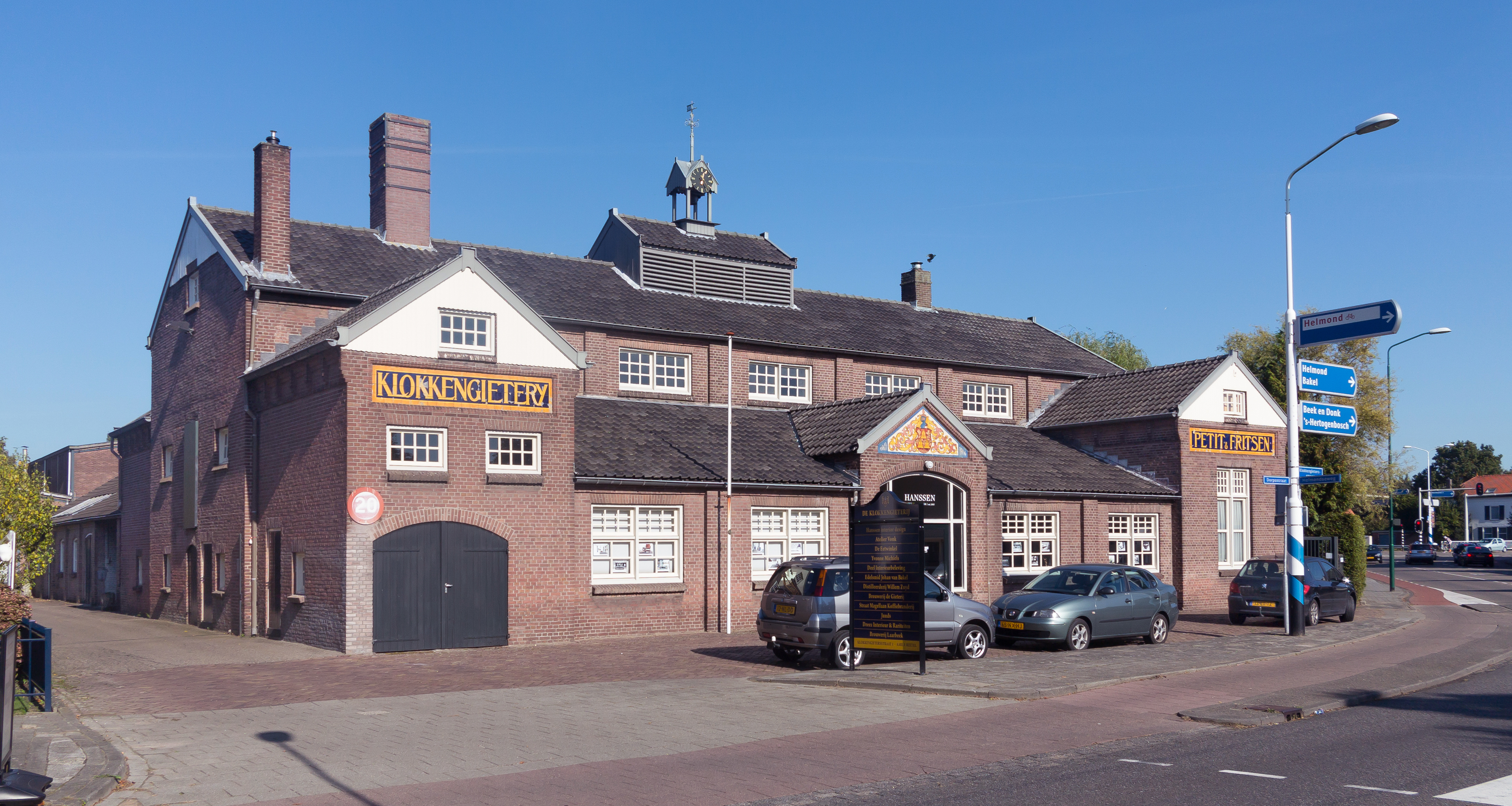
Aarle-Rixtel, Glockengießerei Petit & Fritsen
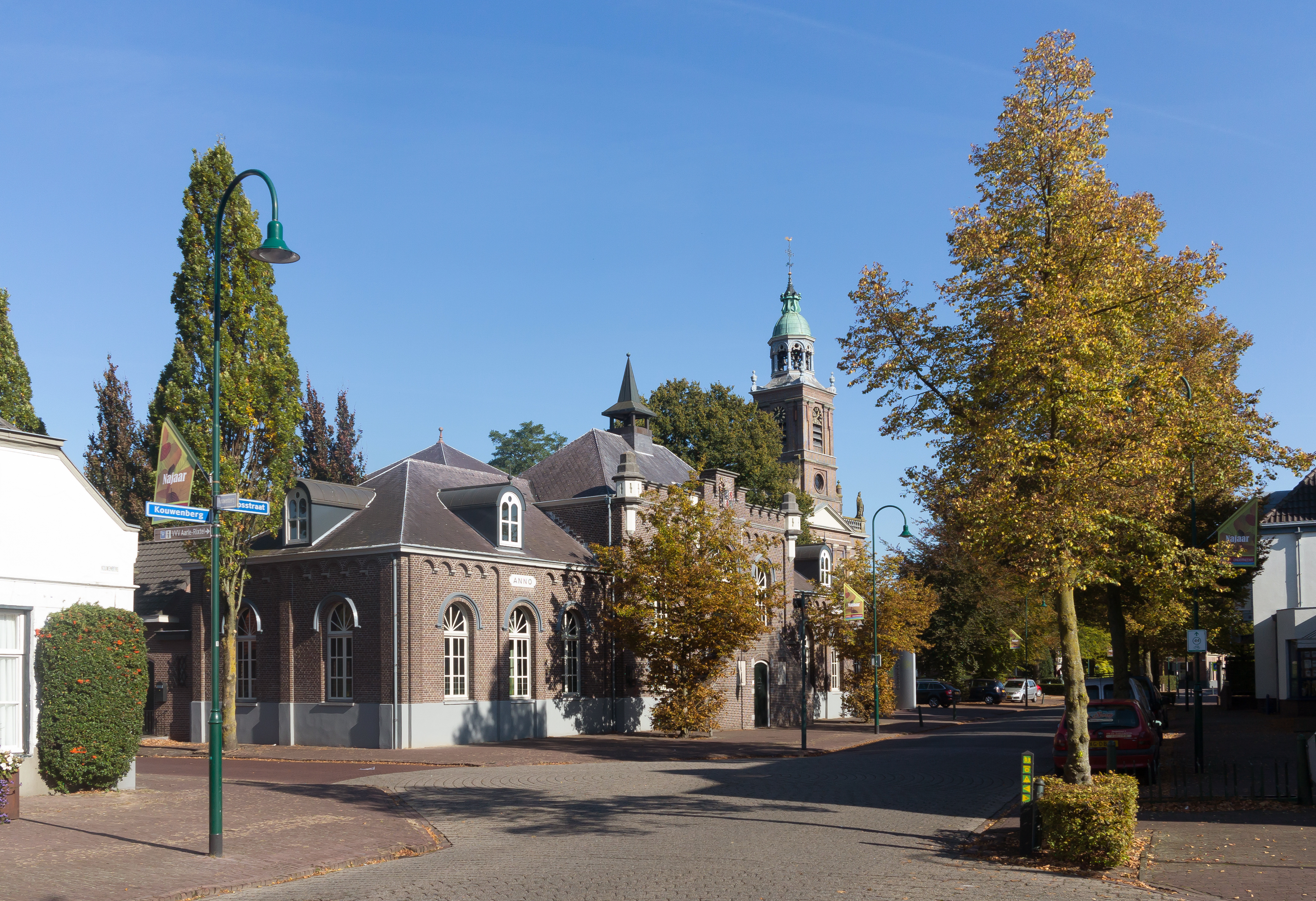
Aarle-Rixtel, Strassebild: Kouwenberg-Dorpsstraat
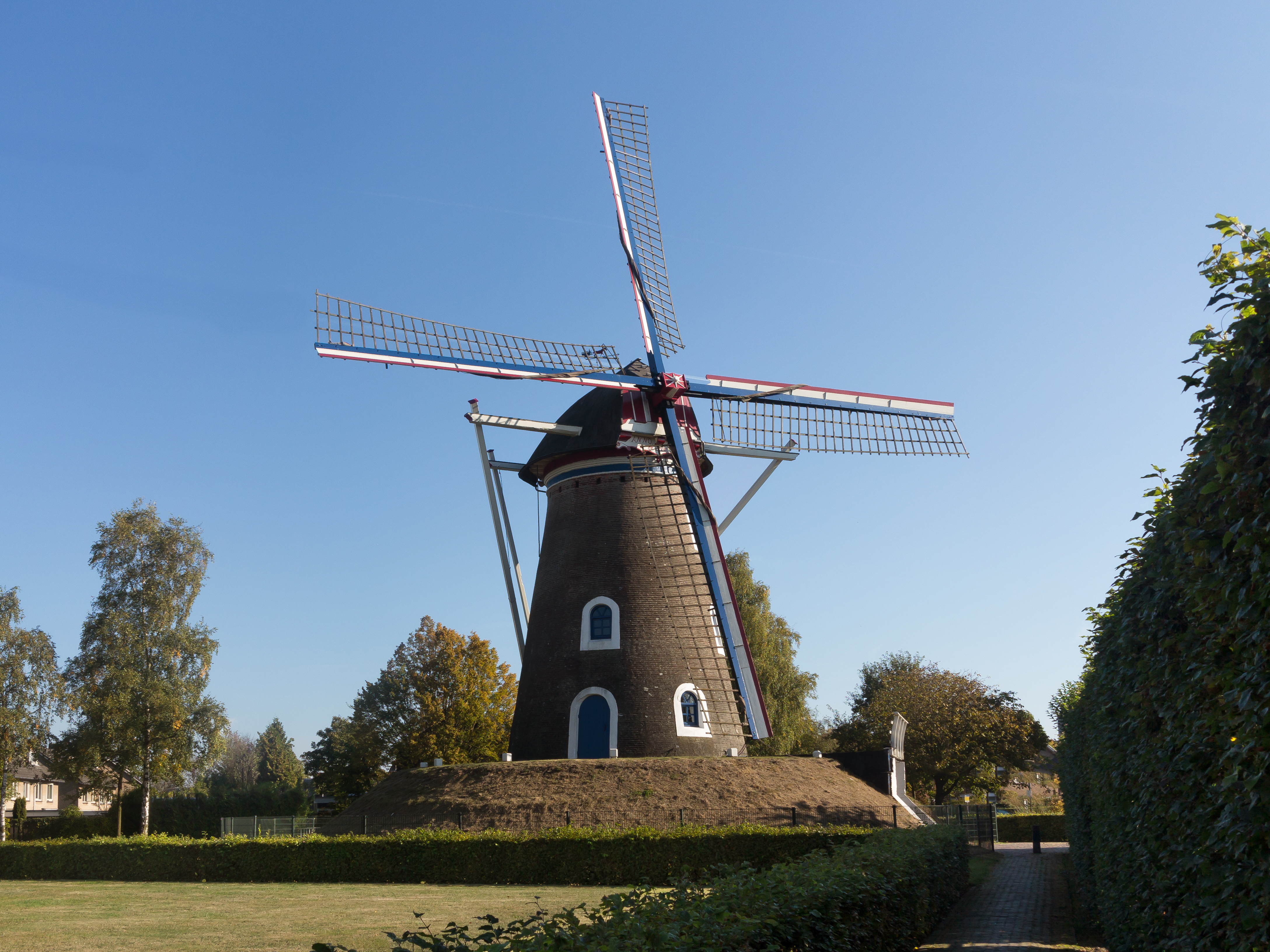
Lieshout, Windmühle "de Leest"

## Name der Gemeinde
Der Gemeindename „Laarbeek“ wurde am 8. März 1994 aus vielen Namen ausgewählt. Die Einwohner der früheren Gemeinden, aus denen Laarbeek gebildet wurde, konnten einen neuen Namen für die Gemeinde einsenden. Andere Vorschläge waren: Beek en Donk, Bextelhout, Groenewoud, Grotendonk und Laarlanden.
Der Name Laarbeek ist eine Zusammenfügung der Wortbestandteile „Laar“ (benannt nach „Het Laar“, das das Zentrum der Gemeinde bildet) und „Beek“ (benannt nach den verschiedenen Bächen, die die Gemeinde durchfließen).
Außerdem besteht der Name Laarbeek aus Teilen der früheren Gemeinden:
- „L“ kommt von Lieshout
- „aar“ kommt von Aarle-Rixtel
- „beek“ kommt von Beek en Donk

## Politik
Die Partij Nieuw Laarbeek gewann die achte Kommunalwahl der Gemeindegeschichte am 16. März 2022 mit fast einem Drittel der Stimmen. Sie bildete in der Legislaturperiode 2018–2022 eine Koalition mit Algemeen Belang Laarbeek, der CDA, der PvdA und De Werkgroep.

### Gemeinderat
Der Gemeinderat wird seit der Gründung von Laarbeek folgendermaßen gebildet:
| Partei                             | Sitze a | Sitze a | Sitze a | Sitze a | Sitze a | Sitze a | Sitze a | Sitze a |
| Partei                             | 1996    | 1999    | 2002    | 2006    | 2010    | 2014    | 2018    | 2022    |
| ---------------------------------- | ------- | ------- | ------- | ------- | ------- | ------- | ------- | ------- |
| Partij Nieuw Laarbeek b            | 4       | 4       | 5       | 6       | 7       | 9       | 9       | 6       |
| De Werkgroep                       | 2       | 2       | 2       | 4       | 4       | 5       | 4       | 4       |
| Algemeen Belang Laarbeek           | 3       | 4       | 3       | 2       | 3       | 3       | 3       | 4       |
| CDA                                | 3       | 2       | 3       | 3       | 3       | 1       | 2       | 2       |
| Ouderen Appèl – Hart voor Laarbeek | –       | –       | –       | –       | –       | –       | –       | 2       |
| PvdA                               | 2       | 2       | 2       | 3       | 1       | 1       | 1       | 1       |
| Hart voor Laarbeek                 | –       | 2       | 2       | –       | –       | –       | –       | –       |
| VVD                                | 1       | 2       | 2       | –       | 1       | –       | –       | –       |
| Dorpsbelangen b                    | 3       | 2       | 2       | 1       | –       | –       | –       | –       |
| GroenLinks                         | 1       | 1       | –       | –       | –       | –       | –       | –       |
| Gesamt                             | 19      | 19      | 19      | 19      | 19      | 19      | 19      | 19      |

Anmerkungen

### College van B&W
Die Koalitionsparteien Algemeen Belang Laarbeek, CDA, Partij Nieuw Laarbeek, PvdA und De Werkgroep werden durch jeweils einen Beigeordneten im College van burgemeester en wethouders repräsentiert. Folgende Personen gehören zum Kollegium:
| Funktion           | Name                        | Partei                   | Anmerkung                                  |
| ------------------ | --------------------------- | ------------------------ | ------------------------------------------ |
| Bürgermeisterin    | Lianne van der Aa           | CDA                      | seit dem 2. Dezember 2024 im Amt           |
| Beigeordnete       | Ria van der Zanden-Swinkels | Partij Nieuw Laarbeek    | erste Stellvertreterin des Bürgermeisters  |
| Beigeordnete       | Joan Briels                 | De Werkgroep             | zweiter Stellvertreter des Bürgermeisters  |
| Beigeordnete       | Monika Slaets-Sonneveldt    | Algemeen Belang Laarbeek | dritte Stellvertreterin des Bürgermeisters |
| Beigeordnete       | Tonny Meulensteen           | CDA                      | vierter Stellvertreter des Bürgermeisters  |
| Beigeordnete       | Greet Buter                 | PvdA                     | fünfte Stellvertreterin des Bürgermeisters |
| Gemeindesekretärin | Myriam Meertens             | –                        | seit Juni 2015 im Amt                      |

## Persönlichkeiten

### Bekannte Söhne und Töchter der Gemeinde
- Piet Damen (* 1934), Radrennfahrer, geboren in Lieshout
- Eddy Bouwmans (* 1968), Radrennfahrer, geboren in Aarle-Rixtel
- Guus Meeuwis (* 1972), Popsänger, geboren in Mariahout

### Weitere Persönlichkeiten die vor Ort gewirkt haben
- Jacques de Croÿ (um 1436–1516), Fürstbischof von Cambrai und Kunstmäzen ließ das Schloss Croy erbauen
- Maria Paula Emunds (1865–1948), Mitbegründerin und erste Generaloberin der Missionsschwestern vom Kostbaren Blut
- Adelberta Reinhart (1917–2008), Generaloberin der Mariannhiller Missionsschwestern im Kloster Aarle-Rixtel (Missieklooster Heilig Bloed)
- Sr. Helene, Schwester aus Unterleinach, die große Obst- und Gartenanlagen im Kloster Aarle-Rixtel anlegte.[6]